# 尼夫河
尼夫河（法語發音：[niv]）位于法国西南部，发源于比利牛斯山圣让皮耶德波尔，在巴约讷附近注入阿杜尔河，全长79.3公里。

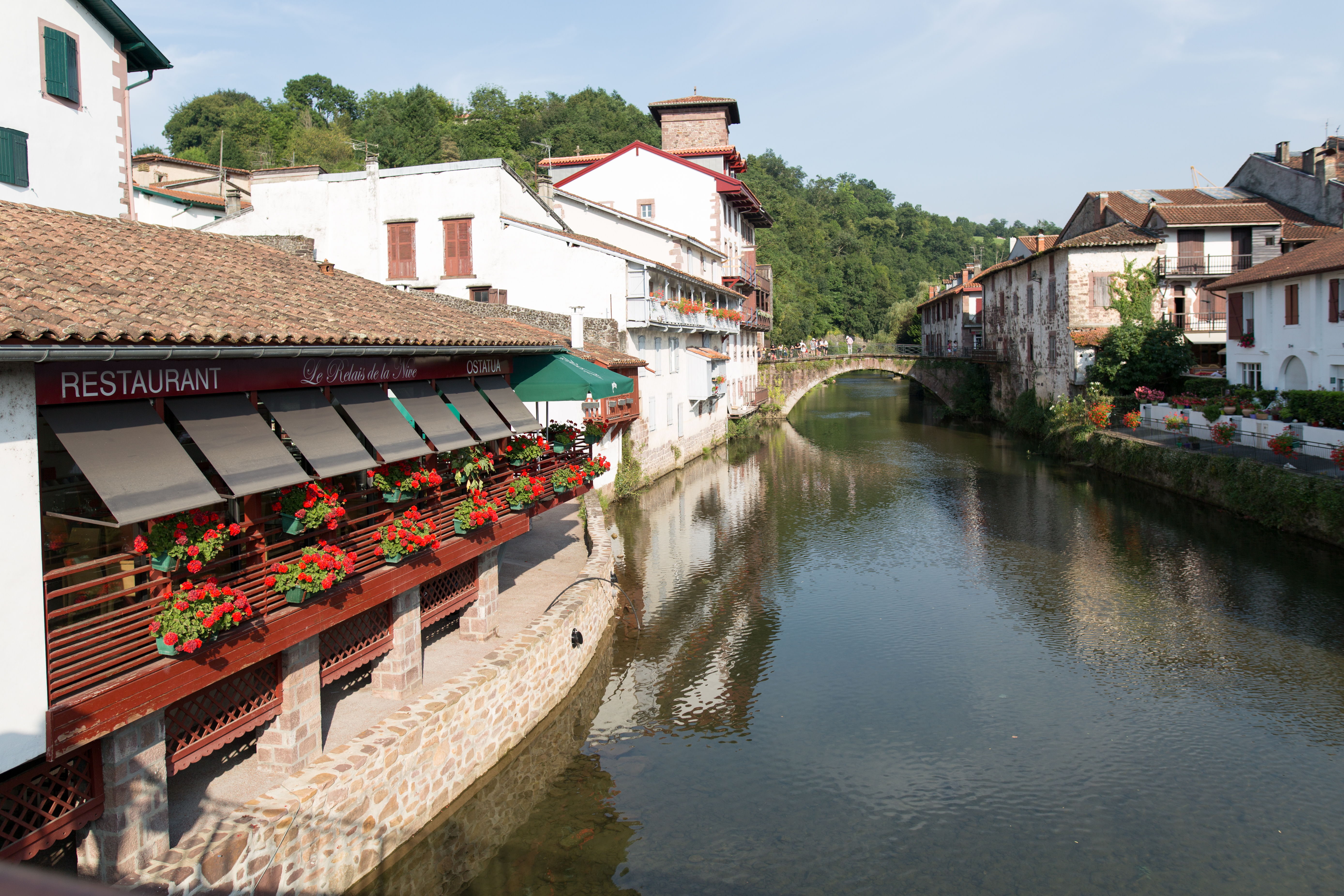

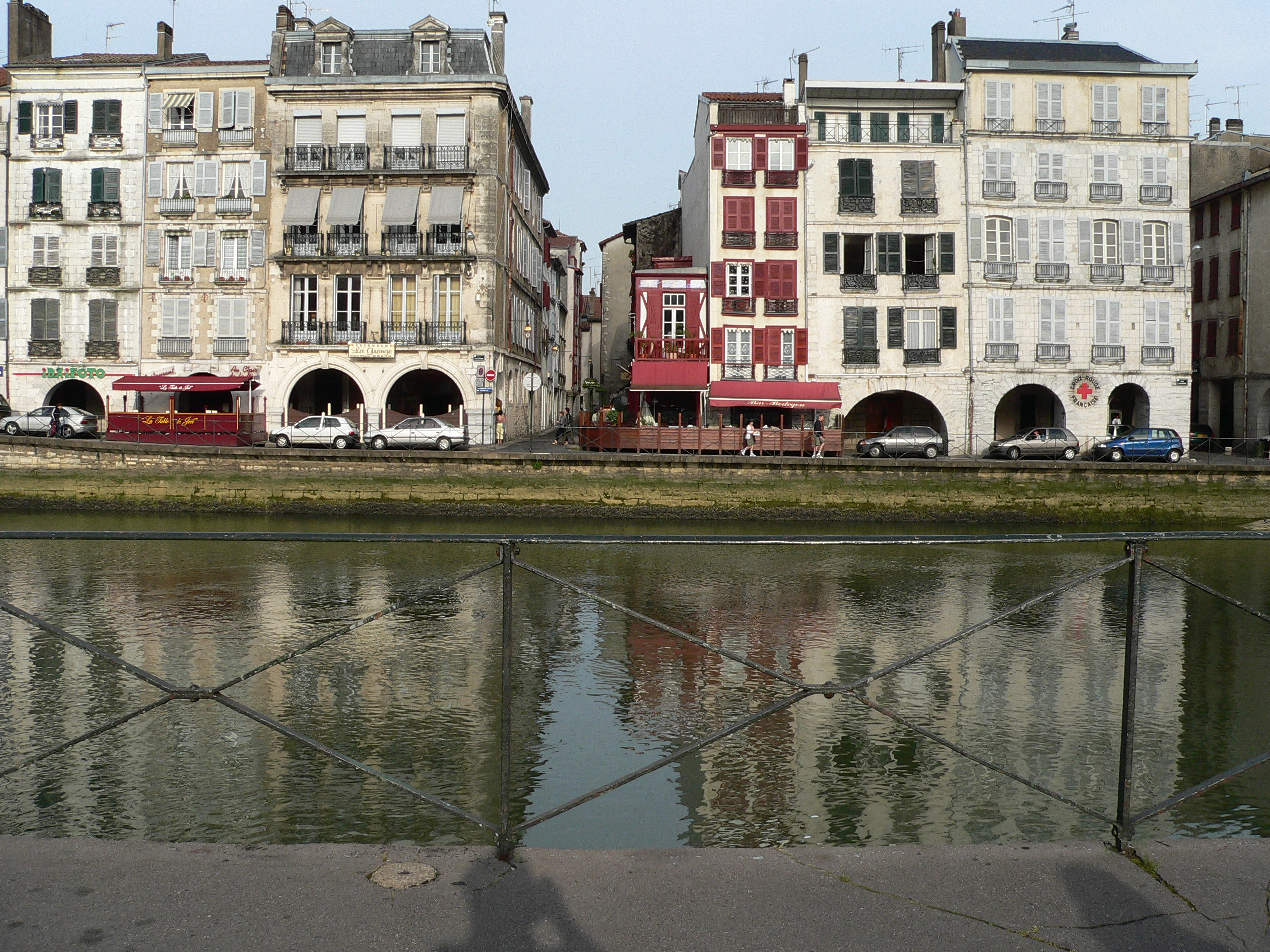